# Прапор Хорошівського району
Пра́пор Хорошівського району затверджений 1 листопада 2007 року рішенням 13-ї сесії V скликання Володарсько-Волинської районної ради.
Рішенням одинадцятої сесії Хорошівської районної ради сьомого скликання від 8 червня 2017 року внесено зміни в рішення 13-ї сесії Володарсько-Волинської районної ради п'ятого скликання від 1 листопада 2007 року у зв'язку з перейменуванням району, а саме напис на великому гербі та прапорі змінено з «Володарсько-Волинський район» на «Хорошівський район».

## Опис прапора
Прапор Хорошівського району являє собою прямокутне полотнище зі співвідношенням сторін 2:3 по горизонталі поділене на три рівновеликі смуги. Зверху — червона, всередині — жовта, знизу — зелена.
У центрі полотнища вміщено зображення малого герба Хорошівського району. Висота герба становить 2/5 висоти полотнища, а ширина герба — 2/9 ширини полотнища прапора. Обидва боки полотнища ідентичні.